# 天狗谷遺跡

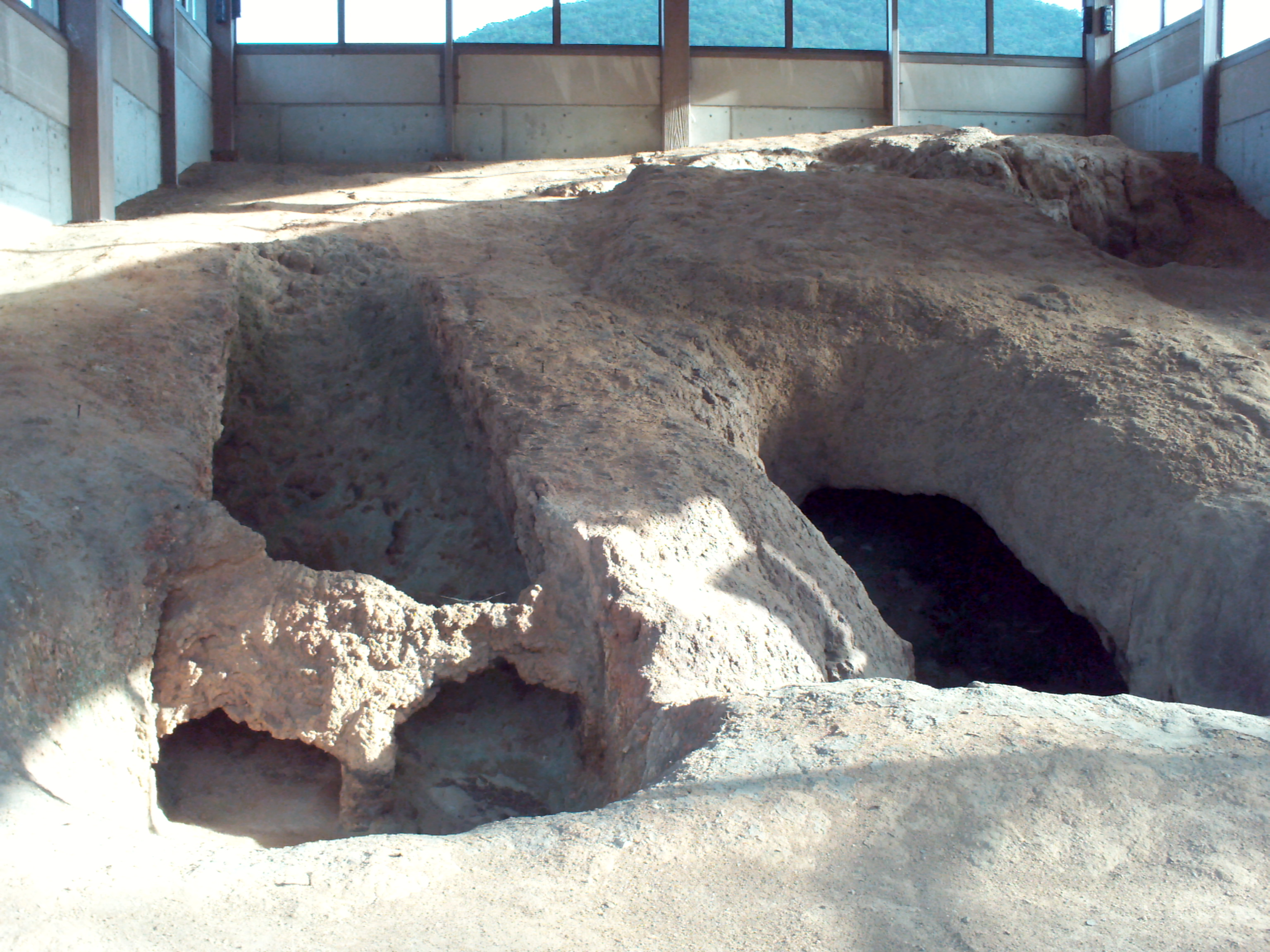
天狗谷遺跡 古窯跡

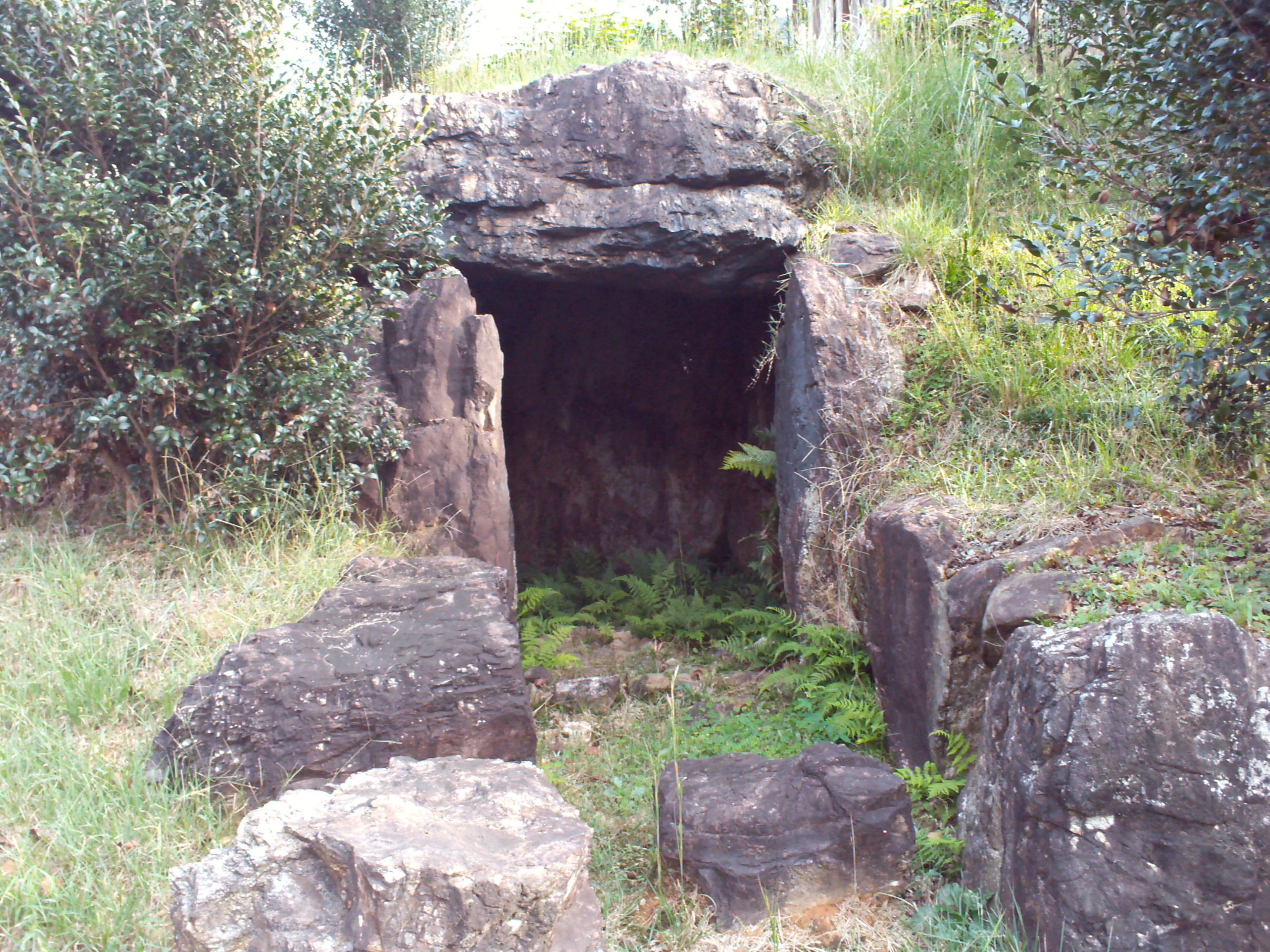
天狗谷遺跡 古墳

天狗谷遺跡（てんぐだにいせき）とは、岐阜県各務原市須衛にある古代の須恵器の窯跡。関市南部から岐阜市東部にかけて分布している「美濃須衛古窯跡群」の一つで、いくつかの窯跡のほかに居住址、古墳も見つかっている。
須衛町は「スエ」の地名が示す通り、古墳時代後期から鎌倉時代にかけて、焼き物の生産地であった。
昭和59年（1984年）に発掘調査が行なわれ、保存状態が良好な古墳1基と須恵器窯跡1基、灰釉陶器窯跡1基が平成3年（1991年）5月に市指定史跡となる。

## 概要
- 古墳時代終末の古墳 2基
- 奈良時代にかけての須恵器窯跡 7基
- 平安時代後期の灰釉陶器窯跡 1基

## 所在地
- 岐阜県各務原市須衛天狗谷2403-5

## 遺跡周辺
- 各務野自然遺産の森
- シデコブシの丘公園
- 寒洞池